# Věra Stočková
Věra Stočková (* 25. května 1945) byla česká a československá politička a bezpartijní poslankyně Sněmovny národů Federálního shromáždění za normalizace.

## Biografie
K roku 1976 se profesně uvádí jako učitelka.
Ve volbách roku 1976 zasedla do české části Sněmovny národů (volební obvod č. 61 - Žďár nad Sázavou, Jihomoravský kraj). Ve Federálním shromáždění setrvala do konce funkčního období, tedy do voleb roku 1981.